# Disulfidbindning

Generell formel för en disulfidbindning

En disulfidbindning eller svavelbrygga är en kemisk bindning mellan två tiolers funktionella sidogrupp.  2 R-SH ↔ R-S-S-R'

## Allmänt
Då två sulfhydrylgrupper, -SH, oxideras bildas en kovalent bindning som kallas disulfidbindning. Inom kemin betecknas denna ofta -S-S-. Kovalenta bindningar är starka bindningar, vilket gör att det krävs mycket energi för att bryta upp bindningen. 
Faktorer som påverkar ifall en disulfidbindning kan uppstå eller inte:
- Avstånd mellan sulfhydrylgrupperna. Hur långt ifrån de två funktionella grupperna befinner sig från varandra. Ju närmre de befinner sig, desto troligare är det att dragningskraften mellan dem är tillräcklig för att den nukleofila attacken, som anjonen, S-, vill göra på en annan molekyl, ska kunna ske.
- Hur nära de två sulfhydrylgrupperna kan komma varandra. Beroende på hur den övriga delen av molekylerna ser ut kan det vara rent fysiskt lättare eller svårare för sulfhydrylgrupperna att nå varandra.
- Skillnaden i pKa av de två involverade sulfhydrylgrupperna, samt vilket pH den omgivande miljön har. Vid ett lägre pH-värde (sur miljö) är det mindre sannolikt att disulfidbindningen uppstår. Vid ett högre pH-värde (basiskt) är det troligare att en reaktion sker så att det bildas en disulfidbindning.
- Hur redoxmiljön ser ut. I en reducerande miljö sker färre reaktioner. I en mer oxiderande miljö blir det istället troligare att disulfidbindningar uppstår. Detta eftersom den ena av de två sulfhydrylgrupperna till att börja med måste bli av med sin väteatom, d.v.s. oxideras. Annars kan den inte senare göra någon nukleofil attack.[1]

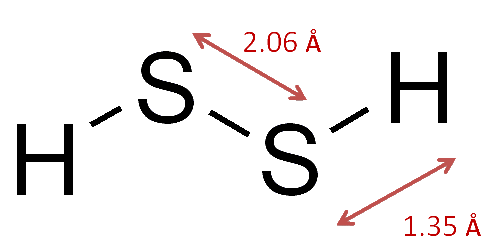
Vätedisulfid med avståndet mellan atomerna utsatt

## Vätedisulfid
Föreningen vätedisulfid är två väteatomer med en disulfidbindning mellan sig. Avståndet mellan svavelatomerna är i vätedisulfid 2,06 Å. 

## Proteiner
Disulfidbindningar är vanliga inom proteiner och är då mycket viktiga för proteinets tredimensionella (sekundära eller tertiära) struktur. Ju fler disulfidbindningar som finns i ett protein desto starkare är den tredimensionella strukturen.  

### Cystin
Aminosyran cystein har en tiolgrupp. Från att cysteinerna är i sin -SH-form kommer två cysteiner att tappa sina väteatomer och slå ihop sig så att en -S-S- bindning bildas. I reaktionen har väteatomen från det ena cysteinets sulfhydrylgrupp släppt och sidogruppen har nu blivit till en, S-, anjon (negativ). Anjonen kan då göra en nukleofil attack mot den andra cysteinmolekylens sidogrupp, och bildar då en disulfidbindning. I denna reaktion frisläpps elektroner och totalt två vätejoner. Genom att tillsätta reduktionsmedel går det att bryta disulfidbindningen så att det blir två fria cysteiner igen. När två cysteinmolekyler bildar en disulfidbindning mellan sig kallas produkten cystin. 